# Hetaerina mendezi
Hetaerina mendezi är en trollsländeart som beskrevs av Jurzitza 1982. Hetaerina mendezi ingår i släktet Hetaerina och familjen jungfrusländor. IUCN kategoriserar arten globalt som otillräckligt studerad. Inga underarter finns listade i Catalogue of Life.